# Орто-Нур (Сокулук)
«Орто-Нур» (кирг. Орто-Нур) — колишній киргизський футбольний клуб, який представляв місто Сокулук.

## Хронологія назв
- 1990: Заснований як ФК «Достук» (Сокулук)
- 1992: Перейменований в ФК «СКА-Достук» (Сокулук)
- 1998: Перейменований в ФК «Динамо» (Сокулук)
- 1999: Перейменований в ФК «Фрунзе» (Сокулук)
- 2003: Перейменований в ФК «Орто-Нур» (Сокулук)
- 2004: Розформований

## Історія
Команда була заснована в XX столітті під назвою ФК «Достук» (Сокулук). В 1990 році дебютувала в Другій нижчій лізі Чемпіонату СРСР. В сезоні 1992 року команда дебютувала у Вищій лізі та за підсумками сезону завоювала срібні нагороди національного чемпіонату, а гравець клубу Ігор Сергеєв з 26-ма забитими м'ячами став найкращим бомбардиром ліги. Після завершення сезону 1993 року клуб було розформовано.
В 1998 році команду було відроджено вже під назвою ФК «Динамо» (Сокулук), а наступного року клуб виступав вже під іншою назвою, ФК «Фрунзе» (Сокулук). Але по завершенню сезону 1999 року команда знову була розформована.
Допоки в 2003 році знову не був відроджений, але цього разу під назвою ФК «Орто-Нур» (Сокулук). За підсумками того чемпіонату команда посіла 8-ме місце. А вже в 2004 році клуб було знову розформовано.

## Досягнення
- Топ-Ліга
  -  Віце-чемпіон (1): 1992

## Відомі гравці
- Назім Аджаєв
- Володимир Сало
- // Ігор Ткаченко